# Percina cymatotaenia
The bluestripe darter (Percina cymatotaenia) là một loài cá thuộc họ Percidae. Nó là loài đặc hữu của Hoa Kỳ.